# طلحة بن عبد الله الخزاعي
طلحة بن عبد الله بن خلف الخزاعي، أبو المطرف، وقيل: أبو محمد، تابعي وأمير أموي وكان والي سجستان وعُرف بِلّقب طلحة الطلحات بِسبب كرمه وهو أحد الأجواد الأسخياء المُفضلين المَشهورين، كان أجود أهل البصرة في زمانه؛ عاصر عثمان بن عفان وعَمته هي الصحابية الجَّليلة أمينة بنت خلف، كان والده عبد الله بن خلف كَاتِب عمر بن الخطاب بالمدينة. وفي موقعة الجمل كان مع عائشة بنت أبي بكر رضي الله عنها وكان مولاه رزيق الخزاعي.

## ما جاء عنه
قال الأصمعي:
«المعروفون بِالكرم طلحة بن عُبيد الله بن عُثمان التيمي، وطلحة بن عمر بن عُبيد الله بن معمر التيمي وهو طلحة الجود، وطلحة بن عبد الله بن عوف ابن أخي عبد الرحمن بن عوف الزهري وهو طلحة الندى، وطلحة بن الحسن بن علي بن أبي طالب وهو طلحة الخير، وطلحة بن عبد الله بن خَلَف الخُزاعي وهو طلحة الطلحات، وسُميَ بِذلك لأنه كان أجودهم».
وقال إبن دريد:
إن أم طلحة صَفية ابنة الحارث بن طلحة بن أبي طلحة العبدري فَلِذلك سُمي طلحة الطلحات.
وقال أبو حاتم السجستاني، عن أبي عُبيدة:
أجواد أهل الحجاز ثلاثة: عبد الله بن جعفر بن أبي طالب، وعُبيد الله بن العباس، وسعيد بن العاص وأجواد أهل الكوفة، يعني ثلاثة: عتاب بن ورقاء الرياحي، وأسماء بن خارجة، وعكرمة بن ربعي، وأجواد أهل البصرة، يعني ثلاثة: عبيد الله بن أبي بكرة، وعبيد الله بن معمر، وطلحة بن عبد الله الخُزاعي.
قال أبي عبيدة معمر بن المثني، عن عوانة بن الحكم، قال: 
دخل كثير عزة على طلحة عائداً زائراً، فقعد عند رأسه فلم يكلمه طلحة لِشدة ما به من المرض، فأخذ كثير عزة في الثناء عليه، فأطرق ملياً، ثم التفت كثير عزة إلى جلسائه فقال:
لقد كان بحراً زاخراً، وغيماً ماطراً، ولقد كان هطل السحاب، حلو الخطاب، قريب الميعاد، صعب القياد، إن سئل جاد، وإن جاد عاد، وإن حبا غمر، وإن ٱبتُلِي صَبر، وإن فوخر فخر، وإن صارع بدر، وإن جني عليه غفر، سليط البيان، جريء الجنان، بالشرف القديم، والفرع الكريم، والحسب الصميم، يبذل عطاءهُ، ويرفد جلساءهُ، ويرهب أعداءهُ.
عند ذلك فتح طلحة عينيه فقال
ويلُكَ يا كثير عزة، ما تقول؟
فقال كثير عزة:
ثم استوى طلحة جالساً، وأمر له بعطية سنية، وقال لِكثير عزة: 
هيَ لَكَ ما عُشتَ في كل سنة.
استعمله سعيد بن عثمان بن عفان على هراة، ثم أصبح والي على سجستان وماتَ بِها.
وفي ذلك يقول الشاعر: 
وكان هوى طلحة الطلحات أموياً، وكان بنو أمية يكرمونه.